# Aleksandra Crnčević
Aleksandra Crnčević (Sremska Mitrovica, 30 maggio 1987) è una pallavolista serba.
Gioca nel ruolo di schiacciatrice nel Tianjin.

## Carriera

### Club
La carriera da professionista di Aleksandra Crnčević inizia nella stagione 2002-03, quando fa il suo esordio nella Prva liga serbo-montenegrina con la maglia del Poštar di Belgrado, club col quale gioca cinque stagioni, vincendo due scudetti, due Coppe di Serbia e Montenegro e la Coppa di Serbia 2006-07.
Nella stagione 2007-08 gioca con la Dinamo Pančevo, prima di trasferirsi in Grecia, dove veste le maglie dell'Īraklīs Kīfisias, del Markopoulo e dell'Olympiakos, che tuttavia lascia dopo pochi mesi per andare a giocare nella Divizia A1 rumena con la Dinamo Bucarest.
Dopo due annate in Francia con lo Hainaut, nella stagione 2013-14 gioca nella V.Premier League giapponese con le Pioneer Red Wings. Nella stagione seguente approda per un biennio nella Superliqa azera con la Lokomotiv Baku, venendo premiata al termine della prima come miglior ricevitrice del campionato.
Nel campionato 2016-17 approda in Turchia per difendere i colori del Nilüfer di Bursa, in Sultanlar Ligi; resta legata alla formazione turca solo per un breve periodo, approdando nella Superliga Russia nell'ottobre 2016, disputando il resto dell'annata con la Dinamo Mosca, conquistando lo scudetto. Nel campionato seguente difende i colori dell'Alba-Blaj, nuovamente nella massima divisione rumena.
Nella stagione 2018-19 emigra nella Chinese Volleyball Super League per vestire la maglia del Tianjin.

## Palmarès

### Club
- Campionato serbo-montenegrino: 1

2005-06
- Campionato serbo: 1

2006-07
- Campionato russo: 1

2016-17
- Coppa di Serbia e Montenegro: 2

2004, 2005
- Coppa di Serbia: 1

2006-07

### Premi individuali
- 2015 - Superliqa: Miglior ricevitrice